# Muriel Degauque
Muriel Degauque, née le 19 juillet 1967 à Monceau-sur-Sambre et de nationalité belge, est la première femme d'origine occidentale à avoir perpétré un attentat-suicide au nom de l'islam, le 9 novembre 2005 à Bakouba, en Irak.

## Biographie

### Enfance et adolescence
Née dans la région de Charleroi en 1967, Muriel Degauque a un frère plus âgé de deux ans, Jean-Pol, qui se tuera dans un accident de la circulation en 1988. Elle a une adolescence qualifiée de chaotique, marquée par la drogue et les fugues, et elle finit par sortir du système éducatif sans diplôme. Elle travaille ensuite dans la région comme serveuse, puis boulangère, métier dont elle est licenciée sous l'accusation, jamais prouvée, d'avoir volé dans la caisse.

### Premiers mariages
Elle a conclu le 23 novembre 1990 un mariage blanc avec un Marocain en séjour illégal, plus âgé et divorcé au Maroc. Elle devait recevoir 150 000 francs belges, ne les a jamais reçus et le mariage a été judiciairement dissout en 1994. Le Marocain, régularisé, a ensuite réépousé son ex-épouse marocaine et a ainsi fait bénéficier celle-ci et leurs enfants du regroupement familial en Belgique, une technique de mariage blanc dénommée « carrousel ».
Mariée avec un Algérien, Fateh Bouanina, « un musulman modéré, non pratiquant », elle découvre un exemplaire du Coran chez lui, le lit assidûment et tombe dans une pratique tellement stricte qu'elle finit par le quitter « car selon elle, il ne remplissait pas ses obligations religieuses ». Le divorce est prononcé en mai 2001. 

### Radicalisation
La jeune fille change son nom en Myriam ; puis rencontre en 2002, via un marieur de la mosquée Al Hidaya à Charleroi, Issam Goris, son compagnon, né d'un père belge et d'une mère marocaine. Ils vivent dans la commune bruxelloise de Saint-Josse-ten-Noode, où la jeune femme résidait déjà depuis plusieurs années. Elle fait alors basculer son époux  dans le salafisme[Interprétation personnelle ?], ils partent pour l'Irak fin septembre 2005,. « Myriam » était alors connue de la Sûreté de l'État pour son rapprochement avec l'islamisme radical. Plus précisément, Degauque, Goris et les membres de la future « filière kamikaze » fréquentaient assidûment le centre islamique de la rue de la Limite à Saint-Josse-ten-Noode, où enseignait le prédicateur intégriste Abou Chayma, sous couvert de l'association « La Plume ». Cette association a été en 2004 le théâtre d'un désenvoûtement islamique roqia qui s'est terminé par la mort de la « possédée » à la suite de coups, de strangulation et de noyade,,,.
Le journaliste Chris De Stoop écrit que Degauque a appris à la puberté qu'elle était atteinte du syndrome de Rokitansky-Küster-Hauser, c'est-à-dire qu'elle était née sans utérus. Il écrit que « Sa vie future en a été marquée : elle se sentait anormale, différente et incomplète. » Un groupe d'experts du Ministère belge de l'Intérieur ajoute que « Cette donnée a joué un grand rôle dans son processus de radicalisation. »

### Mort en Irak
Muriel Degauque se suicide le 9 novembre 2005 dans la région de Bagdad, au passage d'un convoi américain, en actionnant sa bombe. Cet attentat-suicide tuera cinq policiers irakiens. Issam Goris, sera lui tué quelques jours plus tard par l'armée américaine, alors qu'il participait à une autre action kamikaze,.

## Procès de la « filière kamikaze »
La mort de Muriel Degauque est dévoilée par un média, ce qui force la police belge à procéder prématurément à diverses arrestations, principalement dans la commune de Saint-Josse-ten-Noode. L'affaire sera jugée en première instance, puis en appel le 26 juin 2008. Le principal organisateur, le Belgo-Tunisien Bilal Soughir, a été condamné en appel à dix ans de prison (cinq en première instance), les Belgo-Marocains Younes Loukili à deux ans avec sursis (cinq ans en première instance) et Nabil Karmun à trois ans avec sursis (trois en première instance), deux comparses ont l'un écopé de cent heures de travaux généraux, l'autre été acquitté, n’ayant « été associé au groupe que par la présence et les demandes de son frère Bilal ».